# Amin Maalouf
Amin Maalouf, francoski pisatelj libanonskega porekla, * 25. februar 1949, bližina Bejruta.

## Dela
- Samarkand (življenjepis Omarja Hajama)
- Identitete vrastare
- Križarske vojne v arabskih očeh